# Zwönitz
Zwönitz est une ville de Saxe (Allemagne), située dans l'arrondissement des Monts-Métallifères.

## Municipalité
La commune de Zwönitz comprend, outre Zwönitz, les villages suivants : Brünlos, Dorfchemnitz, Günsdorf, Hormersdorf, Kühnhaide, Lenkersdorf et Niederzwönitz (connu pour son manoir de Niederzwönitz).

## Géographie
La commune se trouve au milieu de l'arrondissement des Monts Métallifères à 25km au sud de Chemnitz et à 30km de la frontière tchèque. Son plus haut point est le Ziegenberg (653m).

## Évolution démographique
| Année      | 1542 | 1697 | 1780 | 1834 | 1946 | 1950  | 1960 | 1965 | 1984  | 2006  |
| ---------- | ---- | ---- | ---- | ---- | ---- | ----- | ---- | ---- | ----- | ----- |
| Population | 570  | 741  | 863  | 1797 | 7500 | 10617 | 8307 | 9690 | 11449 | 11623 |

## Jumelage
- Heiligenhaus (Allemagne) depuis 1990
- Puschendorf (Allemagne) depuis 1990
- Kopřivnice (Tchéquie) depuis 1994
- Magyarpolány (Hongrie) depuis 1995
- Myszków (Pologne) depuis 2001